# Peter Berthold

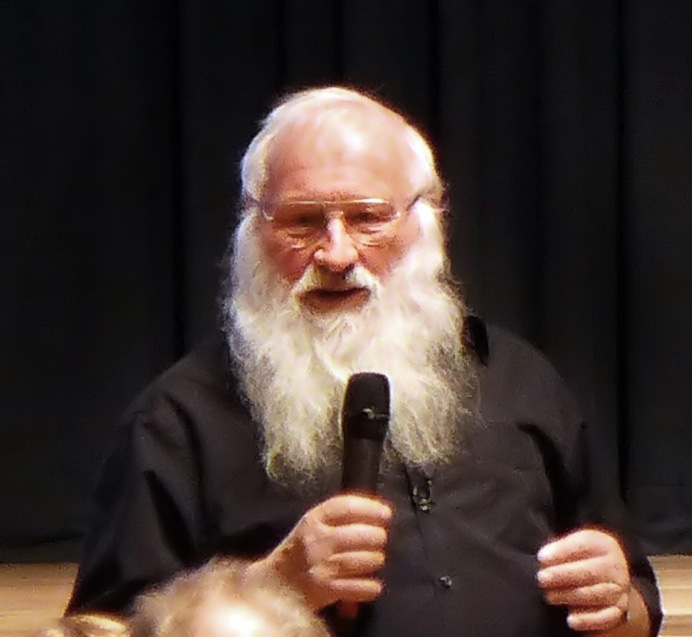
Peter Berthold bei einem Vortrag im Jahr 2017

Sigfried Peter Berthold (* 19. April 1939 in Zittau) ist ein deutscher Ornithologe und Verhaltensforscher. Er war von 1991 bis Januar 2005 Leiter der Vogelwarte Radolfzell am damaligen Max-Planck-Institut für Ornithologie in Radolfzell.

## Leben
Peter Berthold wurde als Sohn des Polizeibeamten Alfred Berthold und seiner Frau Hertha, geb. Arlt, in Zittau in Sachsen geboren. Er wuchs zunächst in Zittau, nach der Flucht der Familie in die Bundesrepublik 1953 in Onstmettingen in Württemberg auf. Nach dem Abitur am Staatlichen Aufbaugymnasium Nagold im Frühjahr 1959 studierte er Biologie, Chemie und Geographie an der Eberhard Karls Universität Tübingen, wo er  im Juli 1964 mit einer Fortpflanzungsstudie zu Staren bei Franz Peter Möhres promoviert wurde. 1972 folgte seine Habilitation in Biologie an der Universität Konstanz, und von 1981 bis zur Emeritierung Ende 2004 war er Professor an der Universität Konstanz. Von 1998 bis 2004 war er zudem Direktor und Wissenschaftliches Mitglied der Max-Planck-Gesellschaft an der „Forschungsstelle für Ornithologie der Max-Planck-Gesellschaft“ am Standort Radolfzell, ab März 2004 Max-Planck-Institut für Ornithologie, heute Max-Planck-Institut für Verhaltensbiologie.
Berthold beschäftigt sich mit der Vogelzugforschung und den Bereichen Populationsdynamik, Artenschutz und Umwelteinflüsse in der Ornithologie. Hauptforschungsgebiete sind die Genetik und die experimentelle Evolutionsbiologie des Vogelzugs, vor allem die Umwandlung von Zug- in Standvögel, langfristige Veränderungen der Vogelwelt und die Einflüsse der gegenwärtigen Klimaerwärmung. Besonders bekannt sind Berthold und seine Mitarbeiter an der Vogelwarte für ihre Untersuchungen an der Mönchsgrasmücke.
Peter Berthold verfasste mehrere Bücher, darunter ornithologische Standardwerke wie Vogelzug und zusammen mit Hans-Günther Bauer Die Brutvögel Mitteleuropas. Bestand und Gefährdung (1996). Er veröffentlichte insgesamt mehr als 350 Aufsätze in Fachzeitschriften und war von 1970 bis 2004 Mitherausgeber des Fachorgans Die Vogelwarte.
Darüber hinaus ist er u. a. Mitglied in der AG zur Erstellung Roter Listen gefährdeter Vogelarten in Deutschland. Um das durch Nahrungsmangel verursachte massive Singvogelsterben aufzufangen, empfiehlt er die angepasste Ganzjahreszufütterung von Singvögeln. 2001 war Berthold Berater für den Kinofilm Nomaden der Lüfte – Das Geheimnis der Zugvögel.
Peter Berthold wurde für seine Arbeiten 2002 mit dem Philip Morris Forschungspreis ausgezeichnet.
Im Januar 2005 wurde er in den Stiftungsrat der Heinz Sielmann Stiftung berufen. Auf seine Initiative hin und mit maßgeblicher Unterstützung durch die Heinz Sielmann Stiftung entstand in seiner Wahlheimat Owingen 2005 im Ortsteil Billafingen, in dem Berthold lebt, die Einrichtung des Heinz-Sielmann-Weihers – Pilotprojekt des Sielmanns Biotopverbund Bodensee.
Nach dem Projektmotto Jeder Gemeinde ihr Biotop gab der Vogelkundler in Zusammenarbeit mit der Heinz Sielmann Stiftung ebenfalls den Anstoß für die Entwicklung eines bundesweiten Biotopverbunds, um den rasanten Rückgang der Artenvielfalt zu stoppen.
Seit 2006 ist er korrespondierendes Mitglied der Bayerischen Akademie der Wissenschaften.
Peter Berthold äußerte in einem Interview 2013 zur Debatte um Vogelschlag an Windkraftanlagen, wer aus Eigennutz den ökologischen Umbau der Energieversorgung verhindere, sei für ihn ein Staatsfeind. Er befürworte Windenergieanlagen. Durch eine gute Standortwahl ließen sich die Risiken für Vögel so stark minimieren, dass Ornithologen Windparks durchaus dulden könnten.

## Auszeichnungen und Mitgliedschaften
- 1988 – Ornithologen-Preis der Deutschen Ornithologen-Gesellschaft
- 1989 – Elliot Coues Award der American Ornithologists’ Union
- 1990 – Goldener Nistkasten der Stadt Ludwigshafen am Rhein
- 1990 – Ehrenmitgliedschaft der American Ornithologists’ Union
- 1991 – Bruno H. Schubert-Preis der Schubert-Stiftung
- 1991 – Mitglied der Academia Scientiarum Artium Europaea
- 1995 – Ehrenmitgliedschaft der British Ornithologists’ Union
- 1998 – Mitglied der Academia Europaea
- 1998 – Wissenschaftspreis und Karl-Ritter-von-Frisch-Medaille der Deutschen Zoologischen Gesellschaft
- 1998 – Wissenschaftliches Mitglied der Max-Planck-Gesellschaft
- 2001 – Ehrenmitgliedschaft der Deutschen Ornithologen-Gesellschaft[7]
- 2002 – Philip Morris Forschungspreis für Zoologie
- 2003 – Mitglied der Russischen Akademie der Wissenschaften
- 2004 – Heinz Sielmann Ehrenpreis
- 2006 – Korrespondierendes Mitglied der Bayerischen Akademie der Wissenschaften
- 2010 – Felix-von-Hornstein-Medaille
- 2012 – Verdienstorden des Landes Baden-Württemberg
- 2018 – Bundesverdienstkreuz am Bande[8]
- 2019 – „Gesicht Europas“, Würdigung des Landes Baden-Württemberg[9][10]
- 2019 – Peter-Berthold-Weg: die Gemeinde Owingen benennt einen Wanderweg in Billafingen nach dem Ornithologen.[11]

## Schriften (Auswahl)
- Über den Fortpflanzungszyklus südwestdeutscher Stare (Sturnus vulgaris L.) und über bedingende Faktoren der Brutreife beim Star. Dissertation, Tübingen 1965; im Druck in: Die Vogelwarte. Band 22, Nr. 3/4, 1964, Volltext (PDF).
- Die Vogelwarte Radolfzell und ihre Arbeit in der Region. In: Schriften des Vereins für Geschichte des Bodensees und seiner Umgebung. Band 105, 1987, S. 191–208, Volltext.
- Vogelzug. Eine kurze, aktuelle Gesamtübersicht. Wissenschaftliche Buchgesellschaft, Darmstadt 1990.
  - 5. Aufl. 2007 unter dem Titel Vogelzug. Eine aktuelle Gesamtübersicht, ISBN 978-3-534-20267-6.
    - englische Ausgabe: Bird migration: a general survey, Oxford University Press 1993, ISBN 0-19-854691-2.
- Mein Leben für die Vögel und meine 60 Jahre mit der Vogelwarte Radolfzell. Kosmos, Stuttgart 2016, ISBN 978-3-440-14679-8.
- Unsere Vögel. Warum wir sie brauchen und wie wir sie schützen können. Ullstein, Berlin 2017, ISBN 978-3-550-08122-4.
- mit Konrad Wothe (Fotograf): Unsere einzigartige Vogelwelt: die Vielfalt der Arten und warum sie in Gefahr ist. Mit Fotografien von Konrad Wothe. Frederking & Thaler, München 2019, ISBN 978-3-95416-273-4.

als Mitverfasser
- Grundriß der Vogelzugskunde. Parey, Berlin und Hamburg, 2., völlig neubearbeitete Auflage 1971, ISBN 3-489-75534-0.
- Evolutionsprozesse im Tierreich. Birkhäuser, Basel, Boston und Berlin 1990, ISBN 3-7643-2436-8.
- mit Ulrich Querner und Rolf Schlenker: Die Mönchsgrasmücke = Sylvia atricapilla (= Die neue Brehm-Bücherei, Bd. 603). Ziemsen, Wittenberg Lutherstadt 1990, ISBN 3-7403-0237-2.
- zusammen mit Hans-Günther Bauer: Die Brutvögel Mitteleuropas. Bestand und Gefährdung. Mit zahlreichen Tabellen. Aula-Verlag, Wiesbaden 1996; 2., durchgesehene Aufl. 1997, ISBN 3-89104-613-8.
- Faszination Biologie. Von Aristoteles bis zum Zebrafisch. Elsevier / Spektrum Akademischer Verlag, München und Heidelberg 2005, ISBN 3-8274-1581-0.
- mit Gabriele Mohr: Vögel füttern – aber richtig. Das ganze Jahr füttern, schützen und sicher bestimmen. Kosmos, Stuttgart 2012, ISBN 978-3-440-13178-7.

als Herausgeber
- Orientation in Birds. Birkhäuser, Basel, Boston und Berlin 1991, ISBN 3-7643-2618-2.
- Avian Migration. With 32 Tables. Springer, Berlin u. a. 2003, ISBN 3-540-43408-9.

als Mitherausgeber
- Praktische Vogelkunde. Empfehlungen für die Arbeit von Avifaunisten und Feldornithologen. Kilda-Verlag, Greven 1974; 2. Auflage 1980, ISBN 3-921427-31-2.

Hörbücher
- Faszination Vogelzug: Von Aristoteles bis zur globalen Klimaerwärmung. Konzeption und Regie: Klaus Sander. Erzähler: Peter Berthold. 2 CDs. supposé, Köln 2004, ISBN 978-3-932513-58-9.
- Das Auerhuhn. Konzeption und Regie: Klaus Sander. Erzähler: Peter Berthold. 2 CDs. supposé, Berlin 2015, ISBN 978-3-86385-012-8.

## Belege
1. ↑  Der Lotse der Lüfte. (Memento vom 11. Juli 2012 im Internet Archive). Im Original publiziert auf in Die Zeit, Nr. 18/2002, S. 28.
2. ↑  Eva-Maria Bast: Owingen. „Ich fühle mich hier pudelwohl“. In: Die Region stellt sich vor. Wir sind hier. Sonderbeilage des Südkurier vom 19. November 2010, S. 8.
3. ↑  Peter Berthold: Jeder Gemeinde ihr Biotop. In: mpg.de (Website der Max-Planck-Gesellschaft), 16. Mai 2017; zuletzt abgerufen am 6. April 2022.
4. ↑  Jeder Gemeinde ihr Biotop In: Süddeutsche Zeitung vom 25. August 2017; zuletzt abgerufen am 6. April 2022.
5. ↑  „Wir müssen unsere Interessen zurückstellen“. (Memento vom 27. September 2018 im Internet Archive). Im Original publiziert in Frankfurter Allgemeine Zeitung vom 26. September 2018.
6. ↑  Interview mit Peter Berthold in der Kundenzeitschrift der EnBW Energie Baden-Württemberg AG, das magazin, Ausgabe 03/13, S. 07
7. ↑  Ehrenmitglieder der DO-G. In: do-g.de. Deutsche Ornithologen-Gesellschaft, abgerufen am 18. Mai 2019.
8. ↑  Angelika Wohlfromm: Bei dem piept's wohl – Ein Gespräch mit dem Ornithologen Peter Berthold, suedkurier.de, 20. Dezember 2018.
9. ↑   Professor Dr. Peter Berthold als „Gesicht Europas“ gewürdigt. Pressemitteilung des Landes Baden-Württemberg auf baden-wuerttemberg.de vom 8. Mai 2019; zuletzt abgerufen am 6. April 2022.
10. ↑  Minister Guido Wolf würdigt den Biologen Peter Berthold als „Gesicht Europas“. In: Südkurier vom 8. Mai 2019; zuletzt abgerufen am 6. April 2022.
11. ↑  Owingen benennt Wanderweg nach Billafinger Ornithologen Peter Berthold In: Südkurier, 2. Oktober 2019.

| Personendaten    | Personendaten                           |
| ---------------- | --------------------------------------- |
| NAME             | Berthold, Peter                         |
| KURZBESCHREIBUNG | deutscher Biologe, Ethologe und Zoologe |
| GEBURTSDATUM     | 19. April 1939                          |
| GEBURTSORT       | Zittau                                  |